# Jakob Adlhart (Architekt)
Jakob Adlhart (* 21. April 1936 in Hallein; † 30. November 2021) war ein österreichischer Architekt.

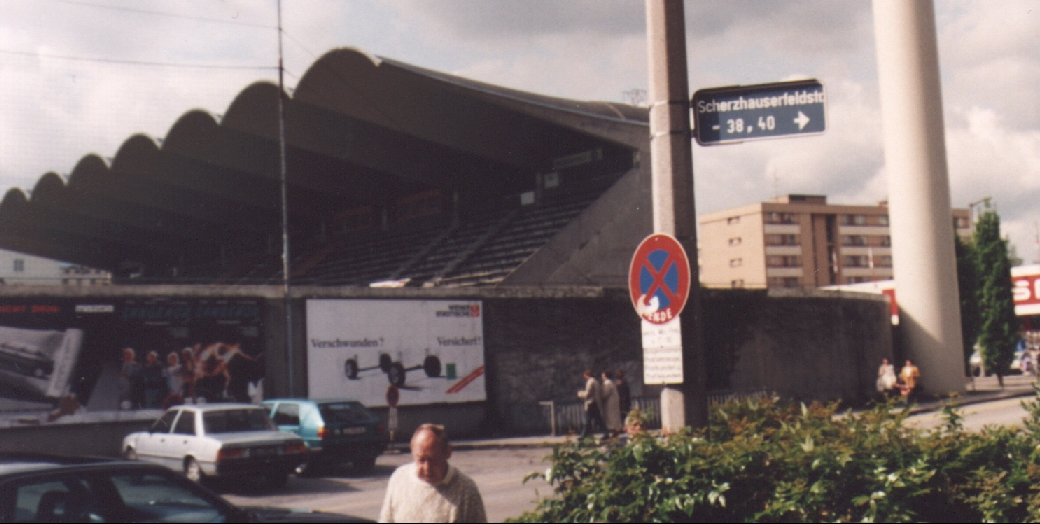
Lehener Stadion

## Leben
Adlhart wurde als Sohn des Bildhauers Jakob Adlhart d. J. in Hallein geboren. Er machte anfangs eine Lehre zum Vergolder und Fassmaler und wurde damit Geselle und Meister. Er besuchte die Höhere Technische Lehranstalt Salzburg, wo er 1959 maturierte. Adlhart studierte von 1959 bis 1964 an der Technischen Hochschule München bei Johannes Ludwig Architektur und wurde anschließend dessen Mitarbeiter. Im Jahre 1964 eröffnete er sein Architekturbüro in Hallein in der Bildhauerwerkstatt seines Vaters.

### Mitgliedschaften
Adlhart war Mitglied der Baukommission der Erzdiözese Salzburg. Von 1989 bis 1999 war er Jury-Mitglied in der Salzburger Altstadterhaltungskommission. Ab 2002 war er Vorsitzender der Halleiner Ortsbildschutzkommission.

## Werke

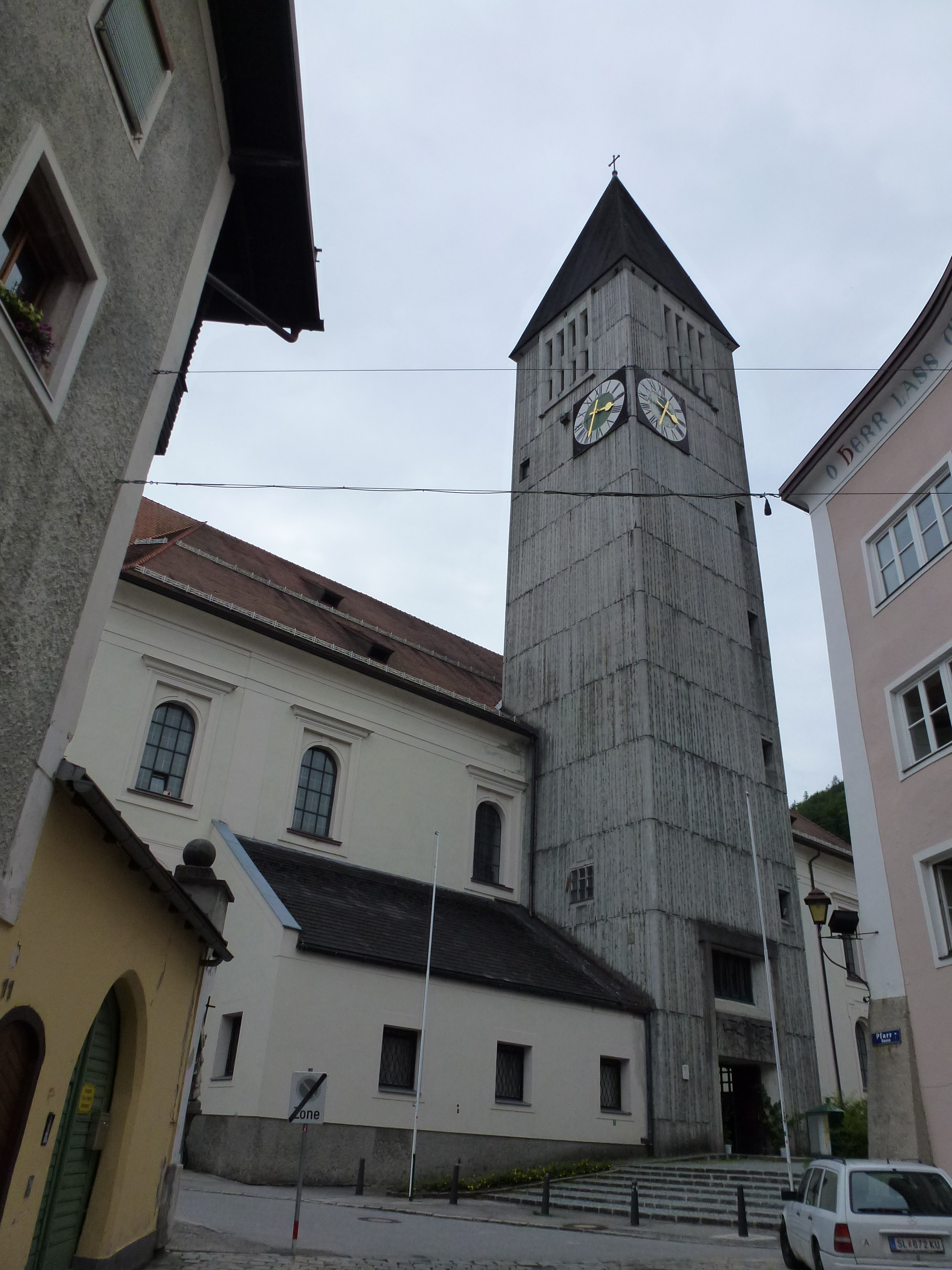
Kirchturm der Stadtpfarrkirche hl. Antonius Eremit in Hallein

- 1962–1964: Kirchturm, Pfarrkirche Hallein[4]
- 1969–1970: Pfarrhof südlich der Pfarrkirche Hll. Petrus und Paulus, Filzmoos[4] mit Hanns Wiser
- 1968–1969: Evangelische Schaitbergerkirche, Hallein
- 1969: Pfarrhof nordwestlich der Pfarrkirche hl. Sebastian, Mühlbach, Bramberg am Wildkogel[4] mit Hanns Wiser
- 1969–1971: Lehner Stadion[4] (Abriss: 2006)
- 1972–1973: Umbau des Langhauses mit offener Dachstuhlkonstruktion der Pfarrkirche Niederalm[4]
- 1979: Volksschule, Hallein[4]
- 1993–1996: Versöhnungskirche mit Pfarrzentrum in Radstadt[5]